# Remo nos Jogos Olímpicos de Verão de 2012 - Skiff duplo leve masculino
As competições de remo nos Jogos Olímpicos de Verão de 2012 na modalidade skiff duplo leve masculino foram disputadas entre os dias 29 de julho e 4 de agosto no Lago Dorney em Londres.

## Medalhistas
|  | DEN Dinamarca                      |  | GBR Grã-Bretanha         |  | NZL Nova Zelândia      |
|  | Mads Rasmussen Rasmus Quist Hansen |  | Zac Purchase Mark Hunter |  | Storm Uru Peter Taylor |

## Resultados
- Regras de qualificação: 1-2->S, 5..->R

### Eliminatórias

#### Eliminatória 1
| Pos. | Atletas                      | Equipe       | Tempo   | Notas |
| ---- | ---------------------------- | ------------ | ------- | ----- |
| 1    | Pietro Ruta Elia Luini       | ITA Itália   | 6:35.72 | Q     |
| 2    | Pedro Fraga Nuno Mendes      | POR Portugal | 6:37.91 | Q     |
| 3    | Douglas Vandor Morgan Jarvis | CAN Canadá   | 6:42.59 | R     |
| 4    | Sandeep Kumar Manjeet Singh  | IND Índia    | 6:56.60 | R     |
| 5    | Mohamed Nofel Omar Emira     | EGY Egito    | 6:59.57 | R     |

#### Eliminatória 2
| Pos. | Atletas                         | Equipe            | Tempo   | Notas |
| ---- | ------------------------------- | ----------------- | ------- | ----- |
| 1    | Zac Purchase Mark Hunter        | GBR Grã-Bretanha  | 6:36.29 | Q     |
| 2    | Storm Uru Peter Taylor          | NZL Nova Zelândia | 6:37.02 | Q     |
| 3    | Roderick Chisholm Thomas Gibson | AUS Austrália     | 6:47.33 | R     |
| 4    | Zhang Fangbing Sun Jie          | CHN China         | 6:57.67 | R     |
| 5    | Mario Cejas Miguel Mayol        | ARG Argentina     | 7:01.76 | R     |

#### Eliminatória 3
| Pos. | Atletas                                  | Equipe        | Tempo   | Notas |
| ---- | ---------------------------------------- | ------------- | ------- | ----- |
| 1    | Mads Rasmussen Rasmus Quist Hansen       | DEN Dinamarca | 6:33.11 | Q     |
| 2    | Kristoffer Brun Are Strandli             | NOR Noruega   | 6:34.00 | Q     |
| 3    | Manuel Suarez Barrios Yunior Perez       | CUB Cuba      | 6:36.31 | R     |
| 4    | Zsolt Hirling Tamás Varga                | HUN Hungria   | 6:36.90 | R     |
| 5    | Eleftherios Konsolas Panagiotis Magdanis | GRE Grécia    | 6:42.13 | R     |

#### Eliminatória 4
| Pos. | Atletas                           | Equipe        | Tempo   | Notas |
| ---- | --------------------------------- | ------------- | ------- | ----- |
| 1    | Stany Delayre Jeremie Azou        | FRA França    | 6:40.89 | Q     |
| 2    | Linus Lichtschlag Lars Hartig     | GER Alemanha  | 6:49.44 | Q     |
| 3    | Kazushige Ura Daisaku Takeda      | JPN Japão     | 6:54.01 | R     |
| 4    | Rodolfo Collazo Emiliano Dumestre | URU Uruguai   | 6:58.63 | R     |
| 5    | Leung Chun Shek Lok Kwan Hoi      | HKG Hong Kong | 6:59.52 | R     |

### Repescagem

#### Repescagem 1
| Pos. | Atletas                                  | Equipe        | Tempo   | Notas |
| ---- | ---------------------------------------- | ------------- | ------- | ----- |
| 1    | Eleftherios Konsolas Panagiotis Magdanis | GRE Grécia    | 6:31.13 | Q     |
| 2    | Zsolt Hirling Tamás Varga                | HUN Hungria   | 6:32.31 | Q     |
| 3    | Roderick Chisholm Thomas Gibson          | AUS Austrália | 6:34.29 |       |
| 4    | Douglas Vandor Morgan Jarvis             | CAN Canadá    | 6:36.03 |       |
| 5    | Rodolfo Collazo Emiliano Dumestre        | URU Uruguai   | 6:51.67 |       |
| 6    | Mohamed Nofel Omar Emira                 | EGY Egito     | 6:57.06 |       |

#### Repescagem 2
| Pos. | Atletas                            | Equipe        | Tempo   | Notas |
| ---- | ---------------------------------- | ------------- | ------- | ----- |
| 1    | Manuel Suarez Barrios Yunior Perez | CUB Cuba      | 6:37.04 | Q     |
| 2    | Kazushige Ura Daisaku Takeda       | JPN Japão     | 6:39.81 | Q     |
| 3    | Zhang Fangbing Sun Jie             | CHN China     | 6:40.12 |       |
| 4    | Leung Chun Shek Lok Kwan Hoi       | HKG Hong Kong | 6:47.04 |       |
| 5    | Mario Cejas Miguel Mayol           | ARG Argentina | 6:48.21 |       |
| 6    | Sandeep Kumar Manjeet Singh        | IND Índia     | 6:54.20 |       |

### Semifinais

#### Semifinal C/D
Semifinal 1
| Pos. | Atletas                         | Equipe        | Tempo   | Notas |
| ---- | ------------------------------- | ------------- | ------- | ----- |
| 1    | Roderick Chisholm Thomas Gibson | AUS Austrália | 7:06.24 | Q     |
| 2    | Mario Cejas Miguel Mayol        | ARG Argentina | 7:06.24 | Q     |
| 3    | Leung Chun Shek Lok Kwan Hoi    | HKG Hong Kong | 7:13.67 | Q     |
| 4    | Mohamed Nofel Omar Emira        | EGY Egito     | 7:19.29 |       |

Semifinal 2
| Pos. | Atletas                           | Equipe      | Tempo   | Notas |
| ---- | --------------------------------- | ----------- | ------- | ----- |
| 1    | Douglas Vandor Morgan Jarvis      | CAN Canadá  | 7:02.85 | Q     |
| 2    | Zhang Fangbing Sun Jie            | CHN China   | 7:09.39 | Q     |
| 3    | Rodolfo Collazo Emiliano Dumestre | URU Uruguai | 7:11.20 | Q     |
| 4    | Sandeep Kumar Manjeet Singh       | IND Índia   | 7:19.31 |       |

#### Semifinais A-B
Semifinal 1
| Pos. | Atletas                                  | Equipe            | Tempo   | Notas |
| ---- | ---------------------------------------- | ----------------- | ------- | ----- |
| 1    | Mads Rasmussen Rasmus Quist Hansen       | DEN Dinamarca     | 6:33.25 | Q     |
| 2    | Storm Uru Peter Taylor                   | NZL Nova Zelândia | 6:36.71 | Q     |
| 3    | Linus Lichtschlag Lars Hartig            | GER Alemanha      | 6:37.44 | Q     |
| 4    | Eleftherios Konsolas Panagiotis Magdanis | GRE Grécia        | 6:40.89 |       |
| 5    | Pietro Ruta Elia Luini                   | ITA Itália        | 6:41.17 |       |
| 6    | Kazushige Ura Daisaku Takeda             | JPN Japão         | 6:48.61 |       |

Semifinal 2
| Pos. | Atletas                            | Equipe           | Tempo   | Notas |
| ---- | ---------------------------------- | ---------------- | ------- | ----- |
| 1    | Zac Purchase Mark Hunter           | GBR Grã-Bretanha | 6:36.62 | Q     |
| 2    | Stany Delayre Jeremie Azou         | FRA França       | 6:37.29 | Q     |
| 3    | Pedro Fraga Nuno Mendes            | POR Portugal     | 6:37.99 | Q     |
| 4    | Kristoffer Brun Are Strandli       | NOR Noruega      | 6:39.59 |       |
| 5    | Zsolt Hirling Tamás Varga          | HUN Hungria      | 6:42.81 |       |
| 6    | Manuel Suarez Barrios Yunior Perez | CUB Cuba         | 6:52.26 |       |

### Finais

#### Final D
| Pos | Atletas                     | Equipe    | Tempo   | Notas |
| --- | --------------------------- | --------- | ------- | ----- |
| 1   | Sandeep Kumar Manjeet Singh | IND Índia | 7:08.39 |       |
| 2   | Mohamed Nofel Omar Emira    | EGY Egito | 7:12.79 |       |

#### Final C
| Pos | Atletas                           | Equipe        | Tempo   | Notas |
| --- | --------------------------------- | ------------- | ------- | ----- |
| 1   | Roderick Chisholm Thomas Gibson   | AUS Austrália | 6:44.40 |       |
| 2   | Douglas Vandor Morgan Jarvis      | CAN Canadá    | 6:46.62 |       |
| 3   | Zhang Fangbing Sun Jie            | CHN China     | 6:49.39 |       |
| 4   | Rodolfo Collazo Emiliano Dumestre | URU Uruguai   | 6:51.94 |       |
| 5   | Mario Cejas Miguel Mayol          | ARG Argentina | 6:53.71 |       |
| 6   | Leung Chun Shek Lok Kwan Hoi      | HKG Hong Kong | 7:00.01 |       |

#### Final B
| Pos | Atletas                                     | Equipe      | Tempo   | Notas |
| --- | ------------------------------------------- | ----------- | ------- | ----- |
| 1   | Pietro Ruta Elia Luini                      | ITA Itália  | 6:29.92 |       |
| 2   | Eleftherios Konsolas Panagiotis Magdanis    | GRE Grécia  | 6:31.71 |       |
| 3   | Kristoffer Brun Are Strandli                | NOR Noruega | 6:32.82 |       |
| 4   | Manuel Suarez Barrios Yunior Perez Aguilera | CUB Cuba    | 6:34.96 |       |
| 5   | Zsolt Hirling Tamas Varga                   | HUN Hungria | 6:39.98 |       |
| 6   | Kazusige Ura Daisaku Takeda                 | JPN Japão   | 6:48.27 |       |

#### Final A
| Pos               | Atletas                            | Equipe            | Tempo   | Notas |
| ----------------- | ---------------------------------- | ----------------- | ------- | ----- |
| Medalha de ouro   | Mads Rasmussen Rasmus Quist Hansen | DEN Dinamarca     | 6:37.17 |       |
| Medalha de prata  | Zac Purchase Mark Hunter           | GBR Grã-Bretanha  | 6:37.78 |       |
| Medalha de bronze | Storm Uru Peter Taylor             | NZL Nova Zelândia | 6:40.86 |       |
| 4                 | Stany Delayre Jeremie Azou         | FRA França        | 6:42.69 |       |
| 5                 | Pedro Fraga Nuno Mendes            | POR Portugal      | 6:44.80 |       |
| 6                 | Linus Lichtschlag Lars Hartig      | GER Alemanha      | 6:49.07 |       |

Legenda
| Recorde mundial      | Recorde mundial (World record)               |                       | Recorde africano                      | Recorde africano (African) |                                           | Q | Classificado por posição (Qualified) |
| Recorde olímpico     | Recorde olímpico (Olympic record)            | Recorde da América    | Recorde da América (Americas)         | q                          | Classificado por melhor tempo (Qualified) |   |                                      |
| Melhor marca do ano  | Melhor marca do ano (World leading)          | Recorde asiático      | Recorde asiático (Asian)              | DNS                        | Não largou (Did not start)                |   |                                      |
| Recorde nacional     | Recorde nacional (National record)           | Recorde europeu       | Recorde europeu (European)            | DNF                        | Não terminou (Did not finish)             |   |                                      |
| Recorde pessoal      | Recorde pessoal do atleta (Personal best)    | Recorde da Oceania    | Recorde da Oceania (Oceania)          | DSQ / DQ                   | Desclassificado (Disqualified)            |   |                                      |
| Recorde da temporada | Recorde da temporada do atleta (Season best) | Recorde sul-americano | Recorde sul-americano (South America) | NM                         | Sem marca (No mark)                       |   |                                      |

### Remo
| S | Classificado(a) para as semifinais |    |                        | FA | Final A (disputa de medalhas) |  |  | FD | Final D (sem medalhas) |
| Q | Classificado(a) para as quartas    | FB | Final B (sem medalhas) | FE | Final E (sem medalhas)        |  |  |    |                        |
| R | Classificado(a) para a repescagem  | FC | Final C (sem medalhas) | FF | Final F (sem medalhas)        |  |  |    |                        |